# Constelación de satélites de internet
Una constelación de satélites de internet —a veces denominada megaconstelación
—es una gran constelación de satélites artificiales ubicados en órbita baja terrestre, que trabajan para proporcionar comunicación satelital de alto rendimiento, para facilitar servicios de internet de banda ancha con baja latencia a varios nodos residenciales y empresariales en la superficie de la Tierra.
Más de 18.000 satélites nuevos han sido propuestos para ser lanzados y colocados en órbita baja entre 2019 y 2025.  Esto es más de diez veces la suma de todos los satélites activos en el espacio, a fecha de marzo de 2018.
Mientras los servicios de internet satelital han estado disponibles a través de satélites de comunicaciones geosíncronos ubicados en órbita geoestacionaria por varios años, estos han sido de ancho de banda limitado (no de banda ancha), con alta latencia, y con precios tan altos, que la demanda para los servicios ofrecidos ha sido bastante baja.
Las constelaciones de satélites de internet han sido propuestas, y se mantienen en desarrollo, desde el año 2014, por empresas como OneWeb (constelación OneWeb), SpaceX (Starlink), Amazon (Proyecto Kuiper), Samsung, Boeing, y por China (Hongwan), entre otros.